# Кубок Короля Фахда 1992
Кубок Короля Фахда 1992 (англ. 1992 King Fahd Cup) — перший Кубок конфедерацій, який пройшов з 15 по 20 жовтня 1992 року в Саудівській Аравії. Цей кубок став єдиним, в якому не було групового етапу і брало участь лише 4 збірні.

## Учасники

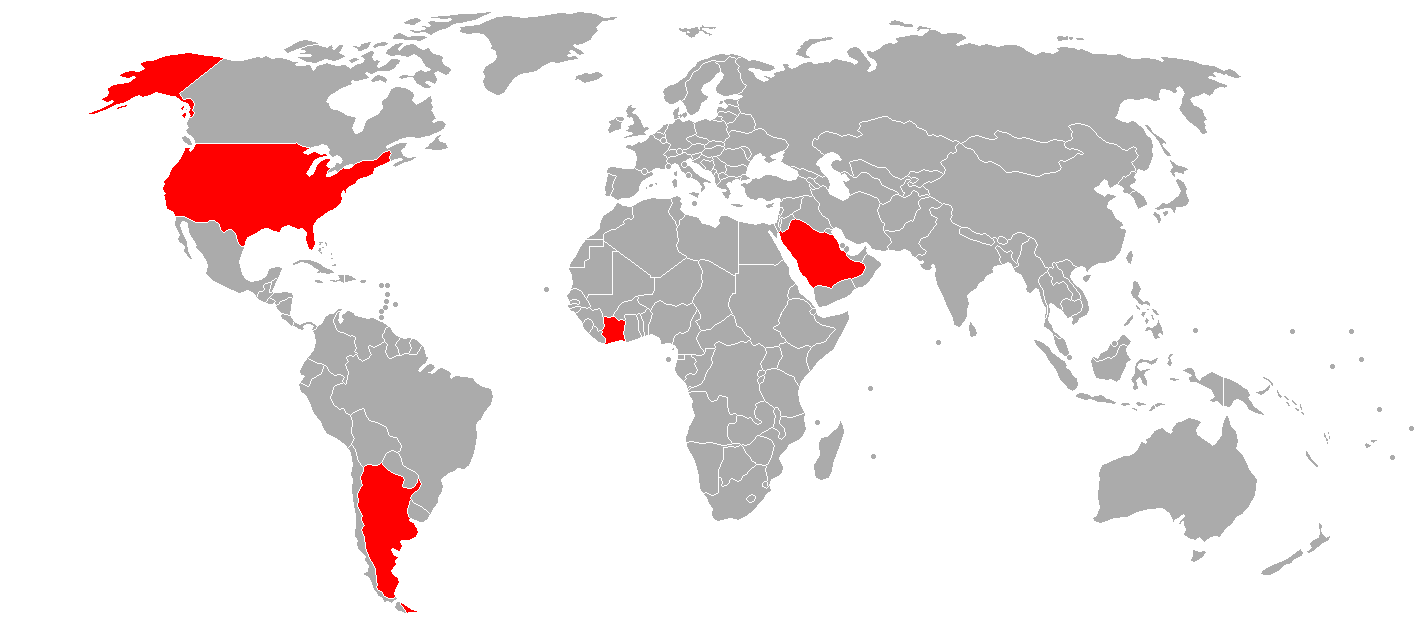
Країни-учасники турніру

В турнірі брали участь тогочасні чемпіони четирьох конфедерацій — АФК, КАФ, КОНКАКАФ, та КОНМЕБОЛ.
| Збірна            | Конфедерація | Кваліфікована як               | Потраплянь | Дата кваліфікації |
| ----------------- | ------------ | ------------------------------ | ---------- | ----------------- |
| Саудівська Аравія | АФК          | Переможець Кубка Азії 1988     | 1          | 18 грудня 1988    |
| США               | КОНКАКАФ     | Переможець Золотого кубку 1991 | 1          | 7 липня 1991      |
| Аргентина         | КОНМЕБОЛ     | Переможець Копа Америка 1991   | 1          | 21 липня 1991     |
| Кот-д'Івуар       | КАФ          | Переможець КАН-1992            | 1          | 26 липня 1992     |

## Стадіон
Всі матчі були зіграні на:
| Ер-Ріяд                                |
| -------------------------------------- |
| Міжнародний стадіон імені Короля Фахда |
| Місткість: 67,000                      |
|                                        |

## Арбітри
Список арбітрів, що обслуговували Кубок Короля Фахда 1992:
КАФ
- Лім Кі Чонг (Маврикій)

АФК
- Джамал аш-Шаріф (Сирія)

КОНКАКАФ
- Родріго Баділла (Коста-Рика)

КОНМЕБОЛ
- Уліссес Таварес да Сілва (Бразилія)

## Турнір
|  | Півфінали           | Півфінали           |   |                     | Фінал               | Фінал |  |
|  |                     |                     |   |                     |                     |       |  |
|  | 15 жовтня – Ер-Ріяд |                     |   |                     |                     |       |  |
|  | Саудівська Аравія   | 3                   |   |                     |                     |       |  |
|  | США                 | 0                   |   |                     |                     |       |  |
|  |                     |                     |   |                     |                     |       |  |
|  |                     |                     |   |                     | 20 жовтня — Ер-Ріяд |       |  |
|  |                     |                     |   |                     | Саудівська Аравія   | 1     |  |
|  |                     | Аргентина           | 3 |                     |                     |       |  |
|  |                     |                     |   |                     |                     |       |  |
|  |                     |                     |   |                     |                     |       |  |
|  |                     |                     |   |                     | Матч за третє місце |       |  |
|  | 16 жовтня — Ер-Ріяд | 16 жовтня — Ер-Ріяд |   | 19 жовтня — Ер-Ріяд | 19 жовтня — Ер-Ріяд |       |  |
|  | Аргентина           | 4                   |   | США                 | 5                   |       |  |
|  | Кот-д'Івуар         | 0                   |   |                     | Кот-д'Івуар         | 2     |  |

### Півфінали
| 15 жовтня 1992 |

| Саудівська Аравія                            | 3 – 0 | США |
| -------------------------------------------- | ----- | --- |
| аль-Біші 48' аль-Тунаян 74' аль-Муваллід 84' | Звіт  |     |

| Міжнародний стадіон імені Короля Фахда, Ер-Ріяд Глядачів: 80,000 Арбітр: Уліссес Таварес да Сілва (Бразилія) |

| 16 жовтня 1992 |

| Аргентина                                    | 4 – 0 | Кот-д'Івуар |
| -------------------------------------------- | ----- | ----------- |
| Батістута 2', 10' Альтамірано 67' Акоста 81' | Звіт  |             |

| Міжнародний стадіон імені Короля Фахда, Ер-Ріяд Глядачів: 15,000 Арбітр: Джамал аш-Шаріф (Сирія) |

### Матч за 3 місце
| 19 жовтня 1992 |

| США                                                    | 5 – 2 | Кот-д'Івуар        |
| ------------------------------------------------------ | ----- | ------------------ |
| Бальбоа 12' Джонс 31' Віналда 56' Брюс Мюррей 67', 83' | Звіт  | Траоре 16' Сьє 76' |

| Міжнародний стадіон імені Короля Фахда, Ер-Ріяд Глядачів: 9,500 Арбітр: Родріго Баділла (Коста-Рика) |

### Фінал
| 20 жовтня 1992 |

| Саудівська Аравія | 1 – 3 | Аргентина                            |
| ----------------- | ----- | ------------------------------------ |
| Аль-Овайран 65'   | Звіт  | Родрігес 18' Каніджа 24' Сімеоне 64' |

| Міжнародний стадіон імені Короля Фахда, Ер-Ріяд Глядачів: 75,000 Арбітр: Лім Кі Чонг (Маврикій) |

| Кубок Короля Фахда 1992    |
| -------------------------- |
| · Аргентина · Перший титул |

## Бомбардири
| 2 м'ячи - Габрієль Батістута - Брюс Мюррей 1 м'яч - Альберто Акоста - Рікардо Альтамірано | 1 м'яч (продовдення) - Клаудіо Каніджа - Леонардо Родрігес - Дієго Сімеоне - Дональ-Олів'є Сьє - Абдулай Траоре - Фахад аль-Біші | 1 м'яч (продовдення) - Халід аль-Муваллід - Саїд Аль-Овайран - Юсуф аль-Тунаян - Марсело Бальбоа - Кобі Джонс - Ерік Віналда |